# Сальково (деревня, Москва)
Сальково — деревня в Новомосковском административном округе Москвы (до 1 июля 2012 года в составе Подольского района Московской области). Входит в состав поселения Рязановское.

## Население
Согласно Всероссийской переписи, в 2002 году в деревне проживало 105 человек (51 мужчина и 54 женщины). По данным на 2005 год в деревне проживало 119 человек.

## Расположение
Деревня Сальково расположена на левом берегу Пахры примерно в 2 км к северо-западу от центра города Подольска. На востоке граничит с Подольском (район Красная Горка), на севере — с посёлком Ерино.